# Darja Tałanowa
Darja Tałanowa, kir. Дарья Таланова (ur. 6 grudnia 1995 roku w Biszkeku) – kirgiska pływaczka specjalizująca się w pływaniu stylem klasycznym.

## Kariera
Początkowo zajmowała się gimnastyką nie planując kariery pływackiej. W 2013 roku wzięła udział w Mistrzostwach Kirgistanu w Pływaniu. Na arenie międzynarodowej zadebiutowała w 2011 roku biorąc udział w Mistrzostwach Świata w Pływaniu, gdzie wystartowała w dwóch konkurencjach: 100 m stylem klasycznym kobiet oraz 50 stylem klasycznym kobiet zajmując odpowiednio 41. lokatę z czasem 1:11,45 (brak kwalifikacji do półfinałów) oraz 42. lokatę z czasem 32,83 (również brak kwalifikacji). 
Dzięki zaproszeniu FINA wzięła udział w Igrzyskach olimpijskich w 2012 roku w konkurencji 200 m stylem klasycznym kobiet. Uzyskała w eliminacjach czas 2:38.01 co dało ostatnią, 34. lokatę oraz brak awansu do półfinałów. Na Mistrzostwach Świata w pływaniu w 2013 roku uzyskała wynik 1:11,45 co pozwoliło jej na zajęcie 41. miejsca. W 2015 roku zdobyła brązowy medal podczas Pucharu Sankt Petersburga w konkurencji 200 m stylem klasycznym kobiet. Również dzięki zaproszeniu Światowej Federacji Pływackiej wzięła udział w Igrzyskach olimpijskich w Rio de Janeiro w tej konkurencji 100 m stylem klasycznym kobiet. Z rezultatem 1:10,94 zajęła 34. miejsce i nie zakwalifikowała się do półfinałów.